# Anna Witt

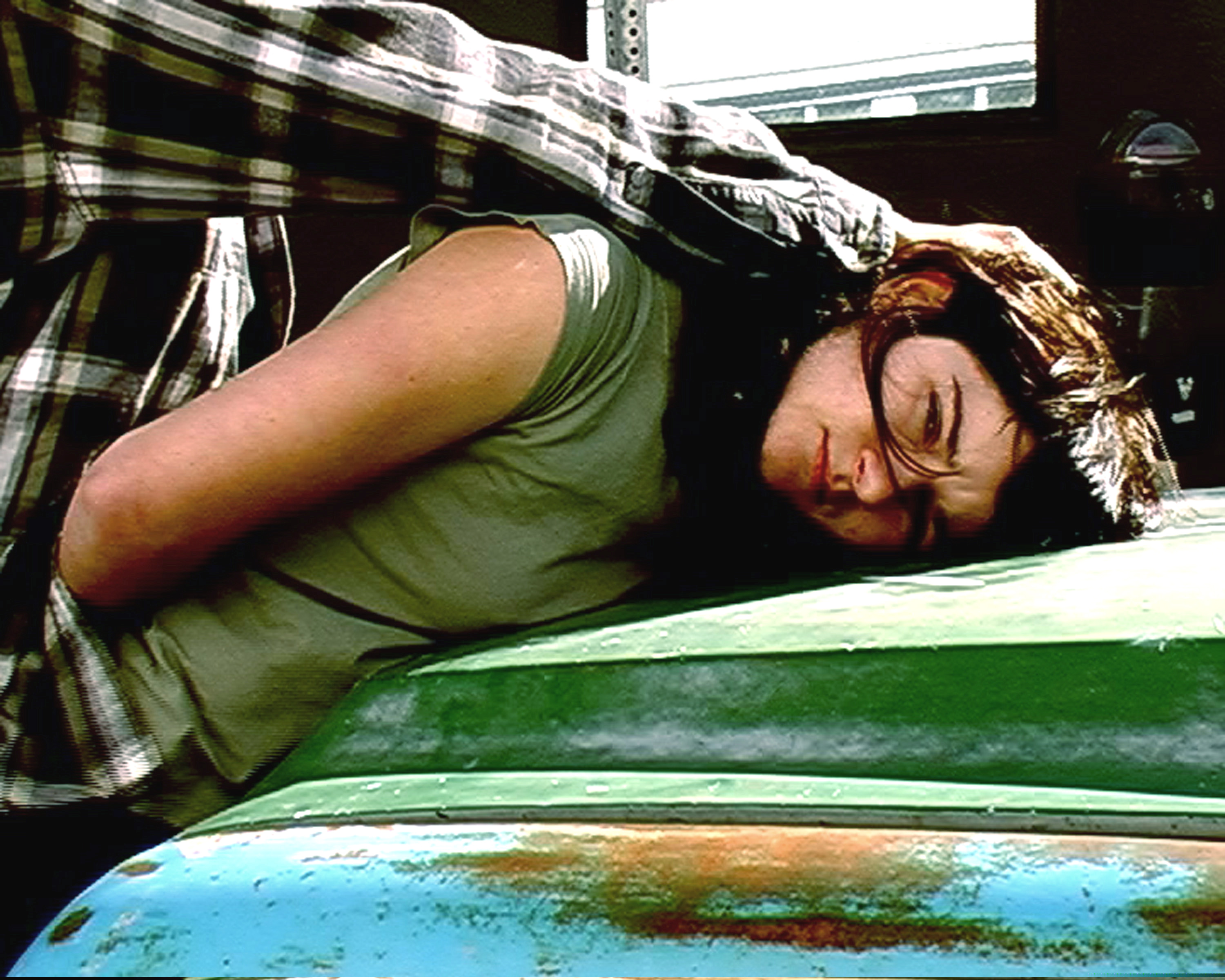
Anna Witt, Push Video, 2006 – In Venice Beach bat die Künstlerin Passanten, sie auf die Motorhaube eines parkenden Autos niederzudrücken und vollzog im Gegenzug die gleiche Handlung an ihnen.

Anna Witt (* 1981 in Wasserburg am Inn) ist eine deutsche Künstlerin. Sie lebt in Wien. Ihr Werk umfasst Performance, Video und Installation.

## Leben
Anna Witt wurde 1981 in Wasserburg am Inn geboren und wuchs in Dorfen auf.
2002 begann sie ihr Kunststudium an der Akademie der Bildenden Künste in München zunächst bei Asta Gröting und später bei Magdalena Jetelová. Ab 2005 studierte sie an der Akademie der Bildenden Künste Wien Performative Bildhauerei bei Monica Bonvicini. Sie wurde von der Studienstiftung des deutschen Volkes gefördert und nahm 2011 bei Pipilotti Rist an der Sommerakademie im Zentrum Paul Klee in Bern teil. Seit ihrem Studium war sie in nationalen und internationalen Ausstellungen und Biennalen vertreten, u. a. der Manifesta 7, der 6. Berlin Biennale, der 29th Biennial of Graphic Arts, Ljubljana, der 1. Vienna Biennale und der Aichi Triennale 2019.
Witt arbeitet mit Video-Performances und performativen Interventionen im öffentlichen Raum, wobei sie anfangs selbst als Performerin auftrat. Schon früh beschäftigte sie sich mit Partizipation, was zunehmend für ihr Werk von Bedeutung wurde, wie erstmals in ihrer Aktion Geld zu finden (2003) in der Münchner Akademiegalerie. In späteren Arbeiten, sind es zumeist Passanten, bestimmte Personen oder Gruppen, die in ihren Performances und Video-Installationen in den Vordergrund treten. Immer wieder geht sie dabei Fragen der Subjektbildung nach: wie wir werden, wer wir sind, was wir tun, woran wir glauben, wofür wir kämpfen und wie dieses soziale Selbst mit gesellschaftlichen, politischen und ökonomischen Rahmenbedingungen zusammenhängt.

## Ausstellungen
- 2020 Paranoia TV, Steirischer Herbst
- 2019 Tamming Y/Our Passion, Aichi Triennale, Aichi Prefekture, Japan
- 2019 Beat House Donaustadt[5], Wiener Festwochen
- 2019 Aging World, Seoul Museum of Art, Seoul
- 2018 Anna Witt Human Flag, Museum Belvedere 21, Wien (Solo)
- 2018 Klassenverhältnisse, Kunstverein in Hamburg
- 2016 Infinite Regress, Kunst Halle Sankt Gallen (Solo)
- 2015 Durch Wände gehen 1-3, Galerie für Zeitgenössische Kunst, Leipzig
- 2015 Rabenmütter, Lentos Kunstmuseum Linz
- 2015 24/7 the human condition, Vienna Biennale 2015, MAK Museum für angewandte Kunst Wien
- 2015 Motherhood, Visual Culture Research Center, Kiev, Ukraine
- 2014 Ökonomie der Aufmerksamkeit, Kunsthalle Wien
- 2013 Risk Society, MOCA Museum of Contemporary Art Taipei, Taiwan
- 2013 An I for an Eye, Austrian Cultural Forum, New York
- 2013 Manifest, Marabouparken Museum Stockholm, Schweden (Solo)
- 2013 ReCoCo, Moby Museum of Bat Yam, Israel
- 2012 Lux/ICA Biennial of Moving Images, London
- 2012 Over the Rainbow, Kunstmuseum St. Gallen
- 2011 29th Biennial of Graphic Arts, Ljubljana
- 2010 6. Berlin Biennale
- 2010 Lust und Laster. Die sieben Todsünden von Dürer bis Naumann, Kunstmuseum Bern
- 2010 Bilder in Bewegung. Künstler & Video/Film, Museum Ludwig, Köln
- 2010 Where do we go from here?, Wiener Secession
- 2008 Manifesta 7, Norditalien

## Preise
- 2020 Outstanding Artist Award für Medienkunst Österreich[6]
- 2019 Kunstpreis Erzdiözese Freiburg
- 2018 Otto Mauer Preis[7][8]
- 2015 Kunstpreis Europas Zukunft, Galerie für Zeitgenössische Kunst Leipzig
- 2013 BC 21Art Award, Boston Consulting und Belvedere 21, Wien
- 2012 Bayerischer Kunstförderpreis für Performance
- 2010 Staatsstipendium für Video- und Medienkunst Österreich
- 2008 Columbus Förderpreis für aktuelle Kunst